# مارک دانسکوی
مارک سیمونویچ دانسکوی (به روسی: Марк Семёнович Донско́й) ‏(۶ مارس ۱۹۰۱ - ۲۱ مارس ۱۹۸۱) یک کارگردان اهل اتحاد شوروی بود.
شهرت او بیشتر به خاطر ساخت سه‌گانه گورکی، شامل کودکی گورکی، شاگردی‌های من و دانشکده‌های من بوده است.

## گزیده فیلم‌شناسی
- کودکی گورکی (۱۹۳۸)
- دانشکده‌های من (۱۹۴۰)
- رنگین کمان (۱۹۴۴)
- مادر (۱۹۵۵)
- یک قلب مادر (۱۹۶۵)